# 망불료
망불료(忘不了, Lost In Time)는 홍콩에서 제작된 이동승 감독의 2003년 영화이다. 장백지 등이 주연으로 출연하였고 방평 등이 제작에 참여하였다.

## 출연

### 주연
- 장백지
- 하라시마 다이치

### 조연
- 유청운
- 고천락
- 진패
- 바오치징
- 강미의
- 루쓰밍
- 소지위
- 진혜민
- 이산산
- 육검명
- 오서정
- 석소린
- 하점사
- 임호
- 진면량
- 이만분
- 진숙정
- 채가걸
- 이위명
- 이자명
- 오량영
- 육문화
- 진홍
- 풍조장
- 왕장보
- 주박부
- 왕건총
- 하가마
- 구문려
- 진석강
- 팽미항
- 유려현
- 하만풍
- 등기은
- 유오주
- 천다광
- 허사민

## 제작진
- 프로듀서: 정수신
- 프로듀서: 양유안
- 프로듀서: 향화강
- 프로듀서: 두수방
- 조명: 진위년
- 조명: 진초강
- 조감독: 증소정
- 조감독: 진혜주
- 조감독: 이자준
- 녹음: 증경상
- 녹음: 양력지
- 음향편집: 증경상
- 음향편집: 이요강
- 미술: 육문화
- 소품: 나영흥
- 분장: 진묘청
- 헤어: 양순명